# Александар од Јудеје
Александар од Јудеје (до 48. п. н. е.) је био најстарији син краља Јудеје Аристобула II. Помпеј Велики је 63. п. н. е. заробио његовога оца и целу му породицу, а Александар је једини успео да побегне приликом спровођења за Рим. Више пута дизао је побуне у Јудеји користећи римску заузетост и огроман број Јевреја спремних на побуну против римскога поретка и стрица Хиркана II. Сваки пут би побуна била савладана тек уз помоћ велике римске војске. Гај Јулије Цезар је 49. п. н. е. послао његовога оца Аристобула II са војском да преузме власт у Јудеји, али отровале су га Помпејеве присталице, а Александра су погубили.

## Побегао је Римљанима
Старији је син Аристобула II, краља Јудеје од 66 до 63. п. н. е. Био је ожењен са Александром Макавеј, ћерком од стрица Хиркана II. Његова ћерка Маријамна касније је постала супруга Ирода Великога. Његов син Аристобул III био је првосвештеник 36. п. н. е. Помпеј Велики је 63. п. н. е. освојио Јудеју и Јерусалим. Аристобула II је као заробљеника заједно са његовом децом и женом одвео у Рим. Аристобулов старији син Александар од Јудеје успут је умакао, а млађи син Антигон Хасмонејац стигао је са оцем и две сестре у Рим.

## Александрова побуна
Александар од Јудеје је око 57. п. н. е. упао у Јудеју са циљем да се домогне очева трона. Одмах му је пришао велики број Јевреја. Окупио је велику устаничку војску од 10.000 пешака и 1.500 коњаника. Утврдио се у Александриону, Махери и Хирканију. Хиркан II није могао да сузбије побуну, претило му је и обарање са власти, па се обратио римском проконзулу Аулу Габинију. Аул Габиније је као претходницу послао војску под командом Марка Антонија, који је заједно са јеврејским савезницима кренуо против Александра, а онда је стигао и Аул Габиније са главнином римских снага. У околини Јерусалима дошло је до битке, у којој је Александар изгубио пола своје војске. Након тога склонио се у Александрион. Међутим након опсаде Александар је склопио споразум по коме му је дозвољено да слободно оде, а заузврат је предао своје тврђаве. У преговорима учествовала је и Александрова мајка која је била посебно заинтересована за судбину свога мужа Аристобула II и деце у заробљеништву у Риму. Због тога је саветовала Аула Габинија да разори тврђаве да не би било новога рата. Након предаје тврђава Габиније их је разорио.

## Друга Александрова побуна
Чим је римска војска под командом Аула Габинија била заузета походом у Египту 55. п. н. е. Александар од Јудеје искористио је прилику, окупио је 30.000 војника и заузео велики део Јудеје. Побио је велики део римске војске, која је била остала у Јудеји. Преостала римска војска повукла се на планину Геризим, где их је Александар од Јудеје опседао. Када се Аул Габиније вратио из Египта дошло је до одлучне битке код брда Итабирија. Александар од Јудеје је изгубио битку и 10.000 војника.

## Трећа побуна
Након смрти Марка Лицинија Краса 53. п. н. е. у Партији поново је Александар искористио римски пораз, па је окупио нову војску и започео је нову побуну. Међутим Гај Касије је 52. п. н. е. сломио побуну и одвукао у заробљеништво 30.000 Јевреја. Александар је био приисиљен да обустави побуну.

## Смрт
Када је Гај Јулије Цезар 49. п. н. е. овладао Римом Помпеј Велики је побегао са Сенатом на исток. Цезар је тада ослободио Александровога оца Аристобула II, дао му је две легије и послао га у Сирију, надајући се да ће придобити Јудеју и целу Сирију. Александар се спремао да се придружи оцу. Међутим оца су отровале Помпејеве присталице. С друге стране Александра је по Помпејевом налогу ухватио Метел Сципион и погубио га у Антиохији под оптужбом да је нанио штете Римљанима.